# Белпасо
Белпасо (итал. Belpasso) је насеље у Италији у округу Катанија, региону Сицилија.
Према процени из 2011. у насељу је живело 16319 становника. Насеље се налази на надморској висини од 559 м.

## Становништво
| 1931.  | 1936.  | 1951.  | 1961.  | 1971.  | 1981.  | 1991.  | 2001.  | 2011.  |
| ------ | ------ | ------ | ------ | ------ | ------ | ------ | ------ | ------ |
| 10.093 | 10.281 | 11.075 | 11.871 | 12.353 | 14.220 | 19.183 | 20.358 | 26.378 |